# Heimatmuseum

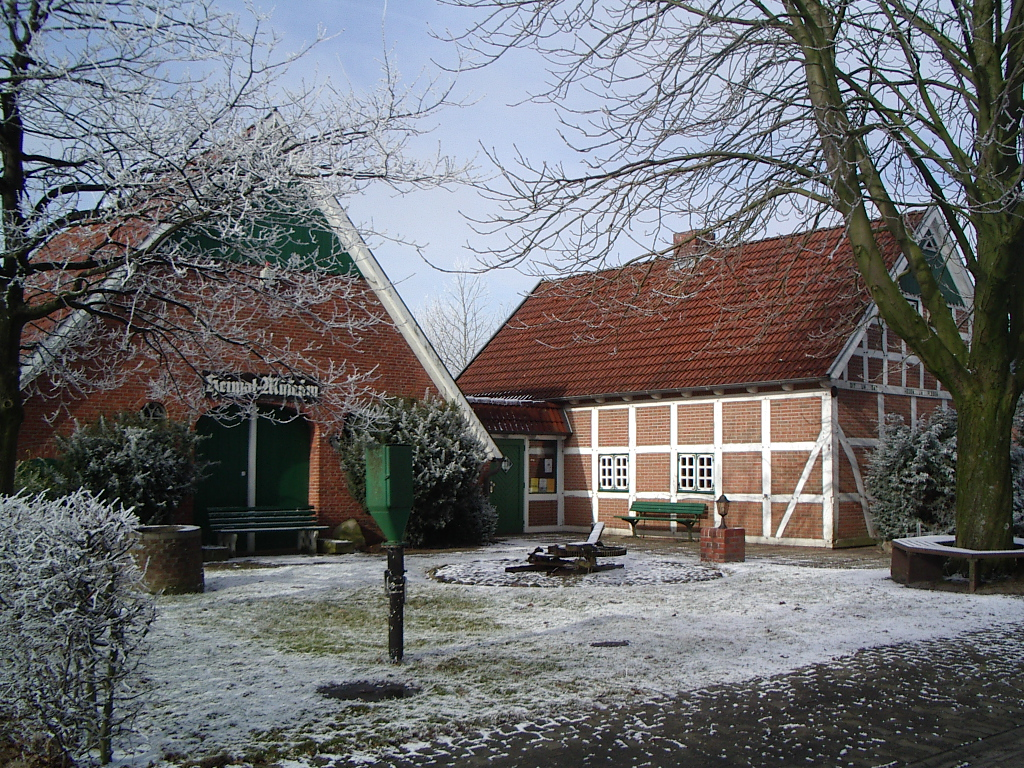
Heimatmuseum in Wanna

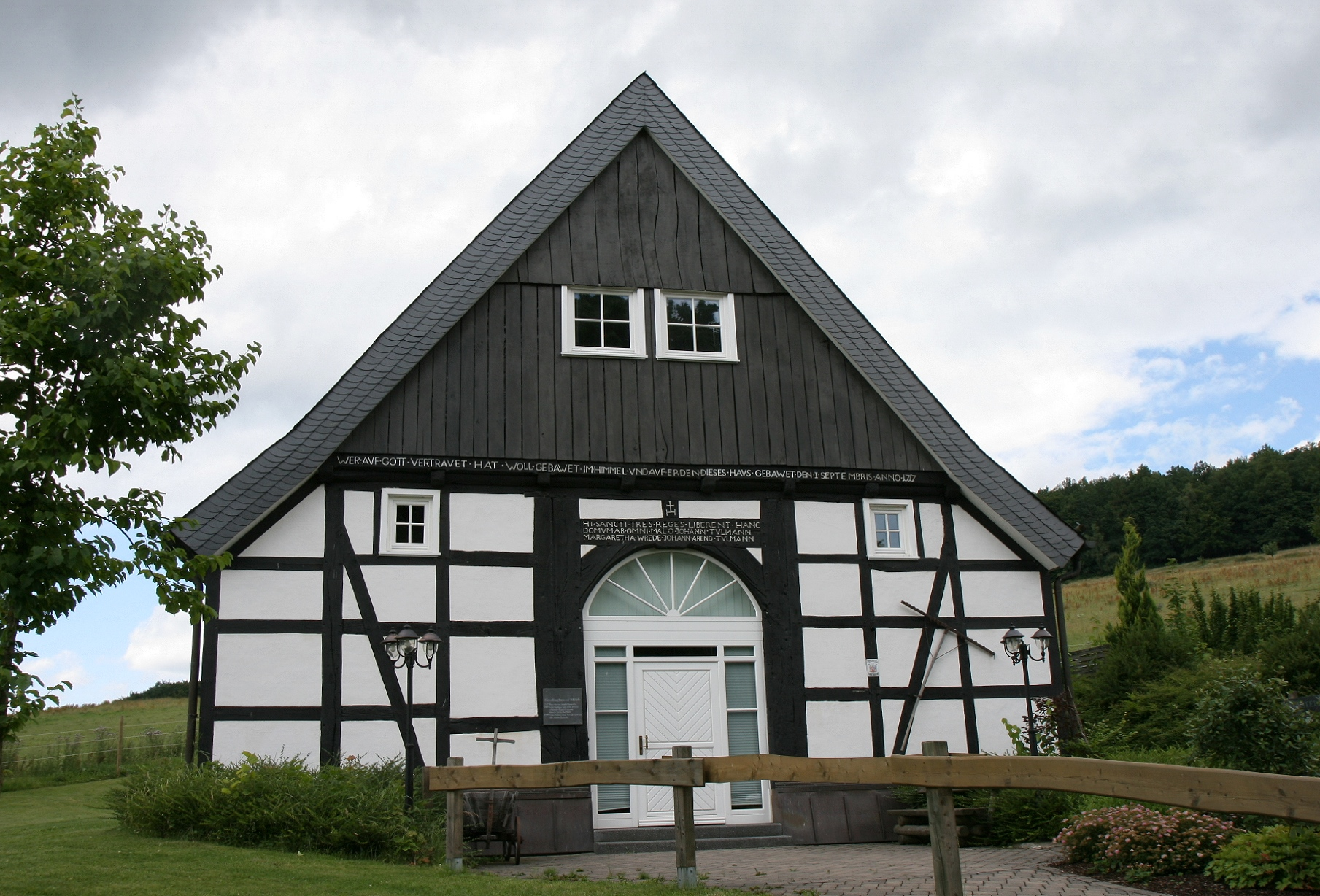
Heimatmuseum „Alte Mühle“ Gevelinghausen, Olsberg

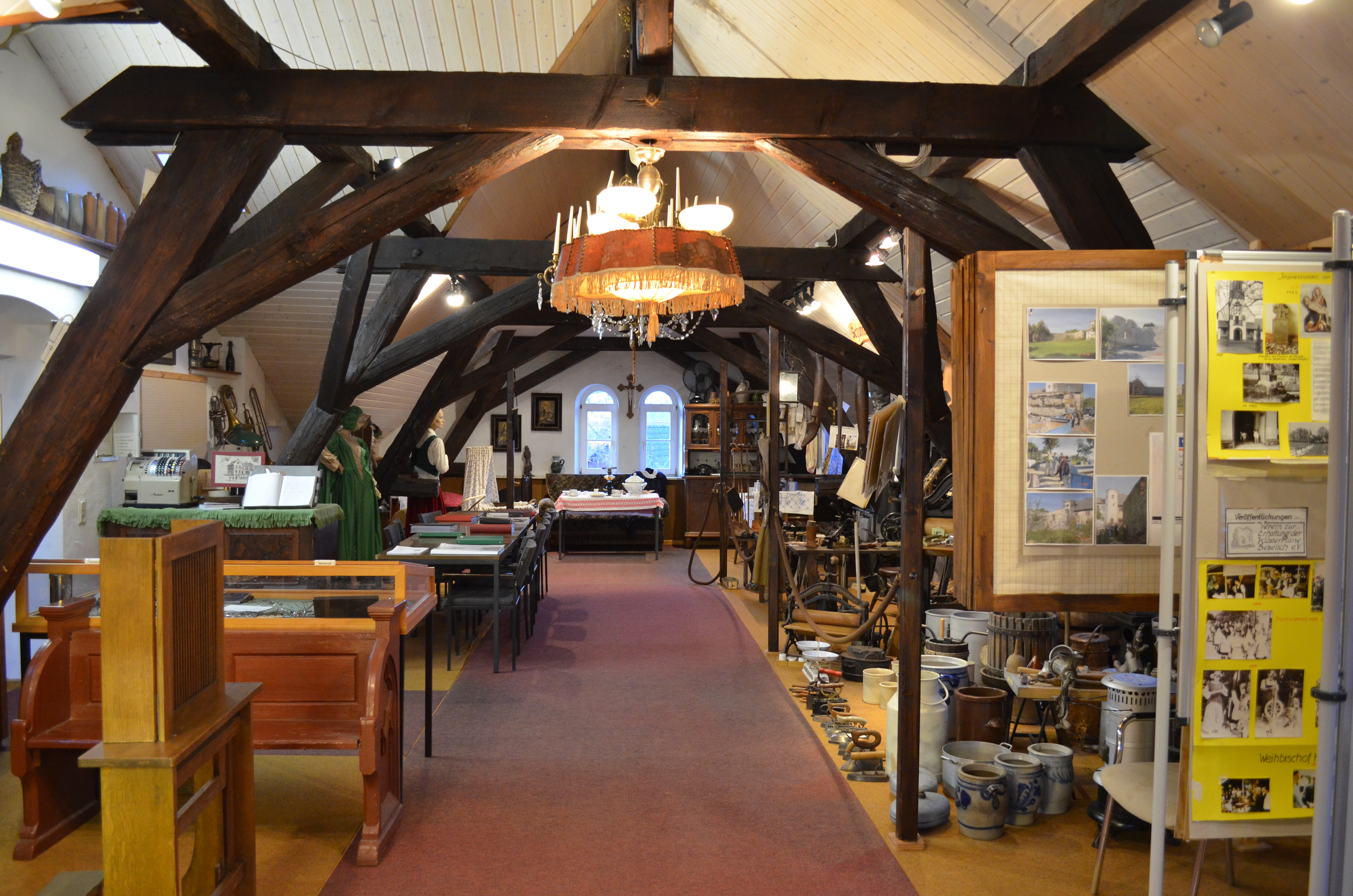
Die Heimatstube Beselich-Obertiefenbach

Ein Heimatmuseum bzw. eine Heimatstube ist ein Museum mit einer naturkundlichen und/oder kulturgeschichtlichen bzw. volkskundlichen Sammlung der engeren Heimat. Ziel dieser Museen ist es, die historische Entwicklung eines Ortes (Ortsgeschichte) oder die als „Heimat“ charakterisierte Region (Regionalgeschichte) anhand von zusammengetragenen Exponaten und Dokumenten aufzuzeigen. Auch eine Form von Heimatmuseen sind Stadtmuseen und die vor allem in Österreich verbreiteten Bezirksmuseen, die eine Stadt bzw. einen Stadtteil repräsentieren und damit eine etwas größere Einheit, als es häufig ein Dorf oder eine kleine Region ist.

## Beschreibung
Meist stammen die Träger eines Heimatmuseums aus der Region selbst; es ist beispielsweise die betreffende Kommune oder ein ortsansässiger Verein. Den Grundstock bilden oftmals Privatsammlungen.
Ein solches Museum ist vorwiegend in einem historisch bedeutenden oder thematisch typischen Gebäude untergebracht. Häufig handelt es sich dabei um ein ehemaliges Schulgebäude, da früher oftmals Lehrer Sammlungen zur Ortsgeschichte zusammentrugen und später, nach Auflösung dieser Schule, das ohnehin im Gemeindebesitz befindliche Gebäude als Museum weitergenutzt werden konnte. In einigen Museumsdörfern sind zu diesem Zweck auch mehrere historische Gebäude aus der Umgebung regelrecht gesammelt und gemeinsam an einer neuen Stelle wieder aufgebaut worden.
In einigen Fällen überlagert sich der Charakter des Heimatmuseums mit der Darstellung etwa einer aus der Gegend stammenden berühmten oder bekannten Persönlichkeit oder legt den Schwerpunkt auf einen einzelnen Wirtschaftszweig, der für die Region in besonderer Weise prägend war oder ist.
Der Anspruch der einzelnen Heimatmuseen bezüglich Wissenschaftlichkeit und Didaktik ist unterschiedlich und hängt auch von der Höhe der zur Verfügung stehenden Mittel oder ehrenamtlichem Engagement ab. Sie zeichnen sich jedoch gegenüber staatlichen Museen zumeist durch eine starke und ursprüngliche Lebendigkeit aus, die aus ihrem regionalen Bezug stammt. Oft befinden sich Heimatstuben auch in einer Vertriebenen-Patenstadt (Beispiel Kronach/Podersam im Sudetenland).
Viele Heimatmuseen sind zugleich Freilichtmuseen. Ein regionales Spezifikum des Heimatmuseums ist das Dorfmuseum.